# Villa Exelmans
La villa Exelmans est une voie privée située dans le 16e arrondissement de Paris, en France.

## Situation et accès
La villa commence au 66 boulevard Exelmans et finit en impasse. 

## Origine du nom
Initialement nommée voie C/16, la voie prend le nom de villa Exelmans le 25 novembre 2024 soulignant sa proximité du boulevard Exelmans.